# Chrioloba inobtrusa
Chrioloba inobtrusa là một loài bướm đêm trong họ Geometridae.